# Glacicavicola bathyscioides
Espèce
Statut de conservation UICN

 VU (IUCN 2.3) : Vulnérable
Glacicavicola bathyscioides est une espèce de coléoptères aveugles des cavernes de la famille des Leiodidae. Elle est endémique des grottes de l'ouest des États-Unis.

## Description
Glacicavicola bathyscioides est un coléoptère brillant, translucide, brun-orange, d'environ 6 mm de long sur 2 mm de large. Il ressemble à une fourmi. Il s'est bien adapté au mode de vie troglobitique : il possède de longues antennes fines couvertes de soies fines, et des pattes fines (également couvertes de soies) qui lui permettent de traverser facilement les terrains difficiles présents dans son environnement. Il est complètement aveugle, dépourvu d'yeux et de neuropiles optiques. Son abdomen présente une fausse physogastrie, ce qui signifie qu'il semble plus grand qu'il ne l'est réellement, en raison de ses élytres élargis en forme de dôme qui recouvrent tout son abdomen.

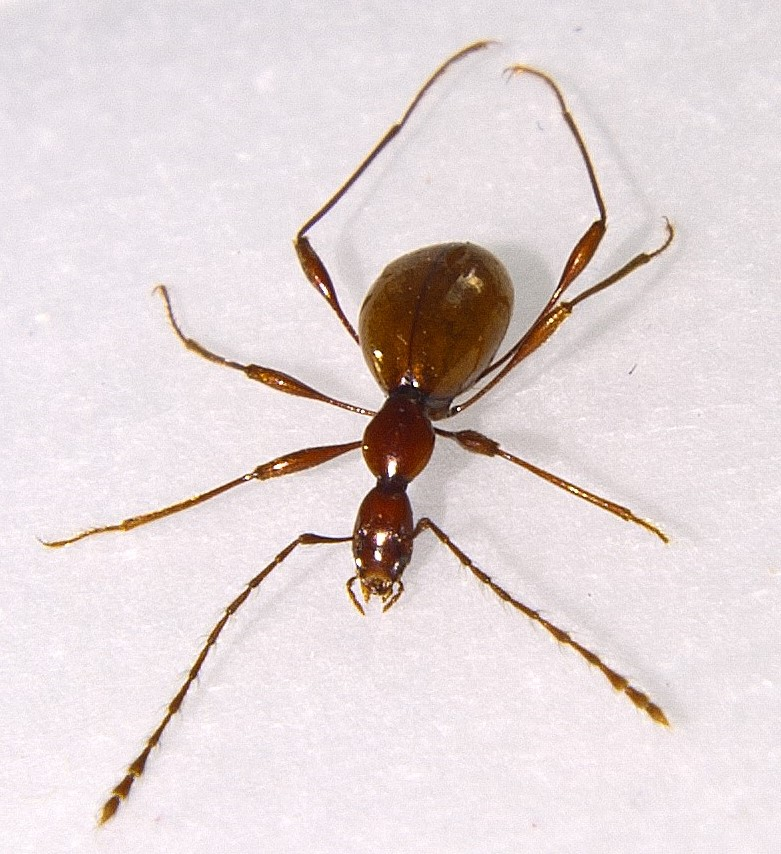
Vue dorsale.
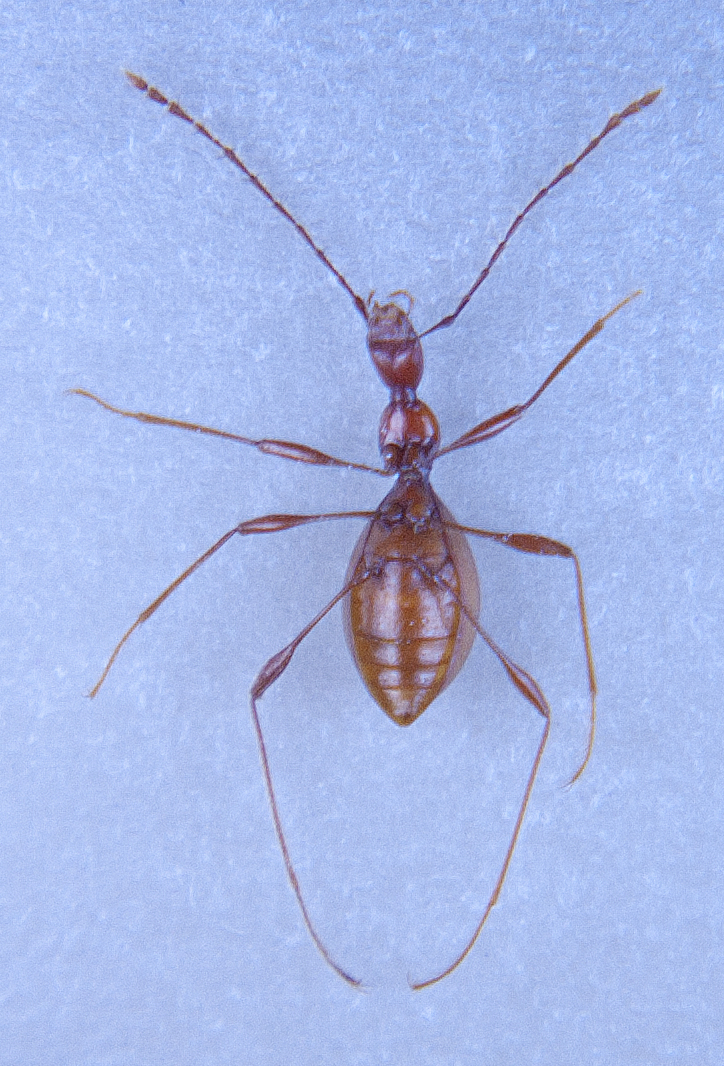
Vue ventrale.
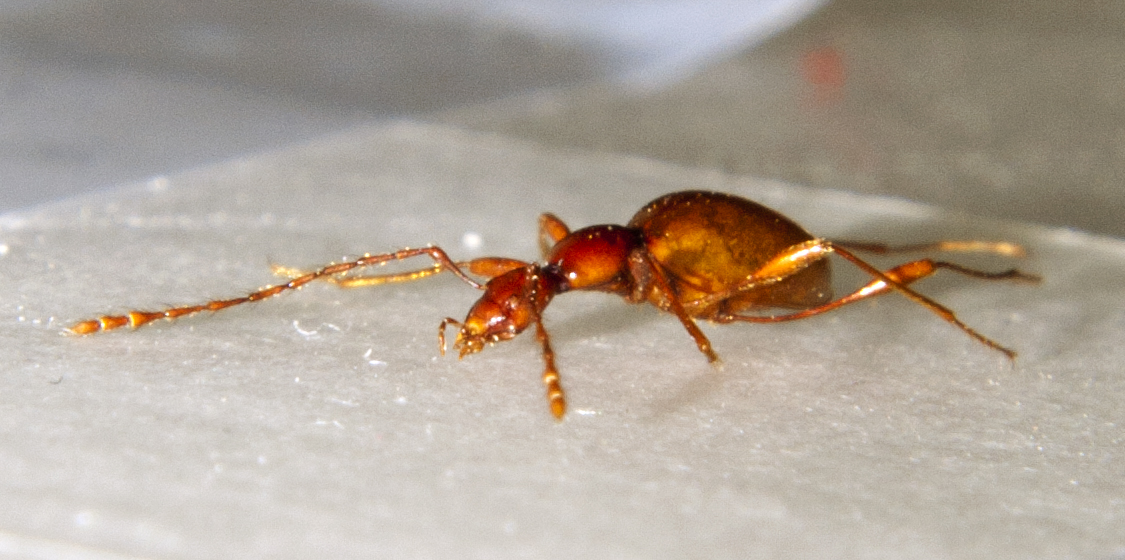
Vue de gauche.
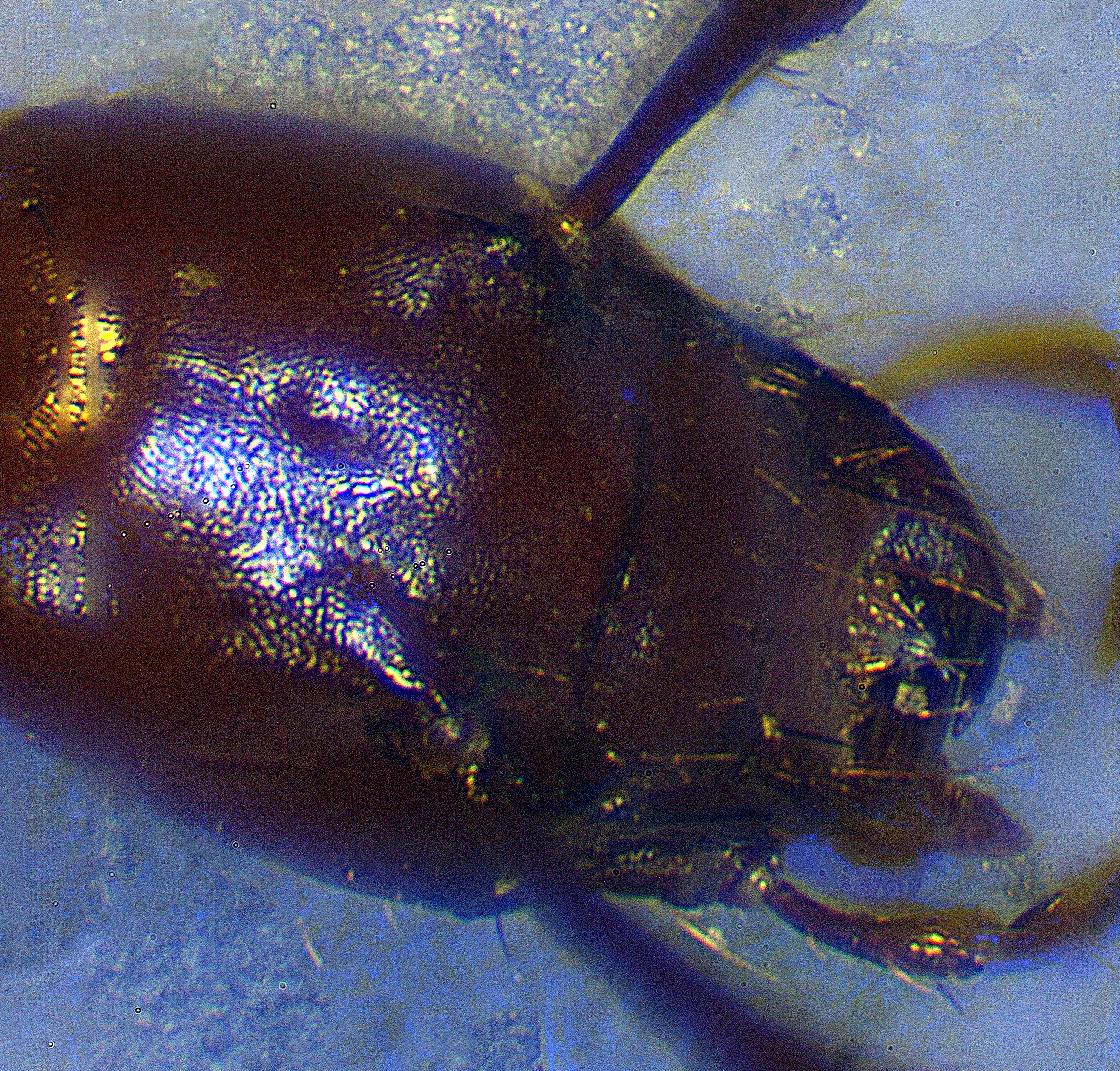
Tête.

## Biologie
On sait peu de choses de la biologie de Glacicavicola bathyscioides en raison de son cycle de vie et de son habitat uniques. On a observé qu'il se nourrissait de restes d'arthropodes et de champignons, et on suppose qu'il pourrait également manger des bactéries. Aucune forme larvaire n'a encore été observée. G. bathyscioides  est soupçonné d'avoir un cycle de vie d'environ trois ans,.

## Habitat
Glacicavicola bathyscioides a d'abord été décrit par Richard L. Westcott (d) dans des tunnels de lave glacés le long de l'est de la plaine de la rivière Snake dans l'Idaho. Il a depuis été découvert dans des lieux similaires, dont une grotte calcaire dans le Wyoming. Ce coléoptère a été associé à la glace, au froid et à l'humidité de ces grottes, et il meurt lorsqu'il est exposé à des températures plus élevées, ce qui limite sa distribution.